# Emil Nowatzky
Emil Nowatzky (auch Nowatzki) (* 17. November 1889; † 14. August 1976 in Cuxhaven) war ein Bremer Politiker (SPD) und Mitglied der Bremischen Bürgerschaft.  

## Biografie
Nowatzky war als Inspektor in Bremerhaven tätig. Vor 1933 war er Geschäftsführer des Deutschen Transportarbeiterverbandes in Bremerhaven. Von 1945 bis 1947 war er Geschäftsführer der Städtischen Wohnungsgesellschaft Bremerhaven (STÄWOG). Er war zudem Geschäftsführer der Arbeitnehmer der öffentlichen Betriebe des Distrikts Cuxhavens.
Er war Mitglied der SPD. Von 1945 bis 1947 war er bei der Neugründung der Gewerkschaften sehr aktiv.
Vom Februar 1947 bis 1951 war er für Bremerhaven Mitglied der ersten und der zweiten gewählten Bremischen Bürgerschaft und in Deputationen der Bürgerschaft tätig. Von 1947 bis 1959 war er Mitglied der Deputation für den Fischereihafen.